# اگدن (کانزاس)
اگدن (به انگلیسی: Ogden) شهری در ایالت کانزاس کشور ایالات متحده آمریکا است که جمعیت آن در سرشماری سال ۲۰۱۰ میلادی، ۲٬۰۸۷ نفر بوده‌است.